# Alois Konečný
Alois Konečný (23. února 1858 Dolní Otaslavice – 19. září 1923 Brno, Gerstbauerova ulice 22) byl český a československý politik, meziválečný poslanec Revolučního národního shromáždění za Československou stranu socialistickou. Později byl senátorem Národního shromáždění ČSR.

## Biografie
Původní profesí byl učitelem. Veřejně známým se poprvé stal již koncem 19. století, kdy učil na české škole v severomoravském Bohdíkově. Pro své veřejné a politické aktivity byl roku 1898 suspendován, ale později opět navrácen do své funkce. V této době již neúspěšně kandidoval do zákonodárných sborů.
Politicky aktivní byl již za Rakouska-Uherska. Počátkem 20. století patřil k reprezentantům národních sociálů na Moravě. Na rozdíl od Čech šlo v této zemi o relativně slabé hnutí. V zemských volbách roku 1913 byl ale za ně zvolen na Moravský zemský sněm (česká kurie venkovských obcí, obvod Brno, III. a IV. okres). Zde utvořil společný klub se zástupcem Lidové strany na Moravě (Bulín) Hynkem Bulínem a dvěma představiteli staročeské Moravské národní strany.
Již předtím ve volbách do Říšské rady roku 1911 se stal i poslancem Říšské rady (celostátní parlament), kam byl zvolen za český okrsek Morava 01. Usedl do poslanecké frakce Český národně sociální klub. Ve vídeňském parlamentu setrval do zániku monarchie.
V letech 1918–1920 zasedal v Revolučním národním shromáždění za Československou stranu socialistickou (dříve národní sociálové, pozdější národní socialisté). Byl místopředsedou Revolučního národního shromáždění. Profesí byl řídícím učitelem. V parlamentních volbách v roce 1920 získal senátorské křeslo v Národním shromáždění. Po jeho smrti jej roku 1923 jako náhradník v senátorském křesle vystřídal Josef Holý.
Zemřel 19. září 1923 po delší nemoci. Po smrti byl na vlastní přání zpopelněn, což tehdy byl neobvyklý způsob pohřbu. Protože Brno nemělo tehdy ještě krematorium, byly jeho tělesné ostatky převezeny ke zpopelnění do Prahy, poté uloženy na Ústředním hřbitově v Brně. 
V Brně je po něm pojmenováno Konečného náměstí.